# Rozhlasový přenos bohoslužeb

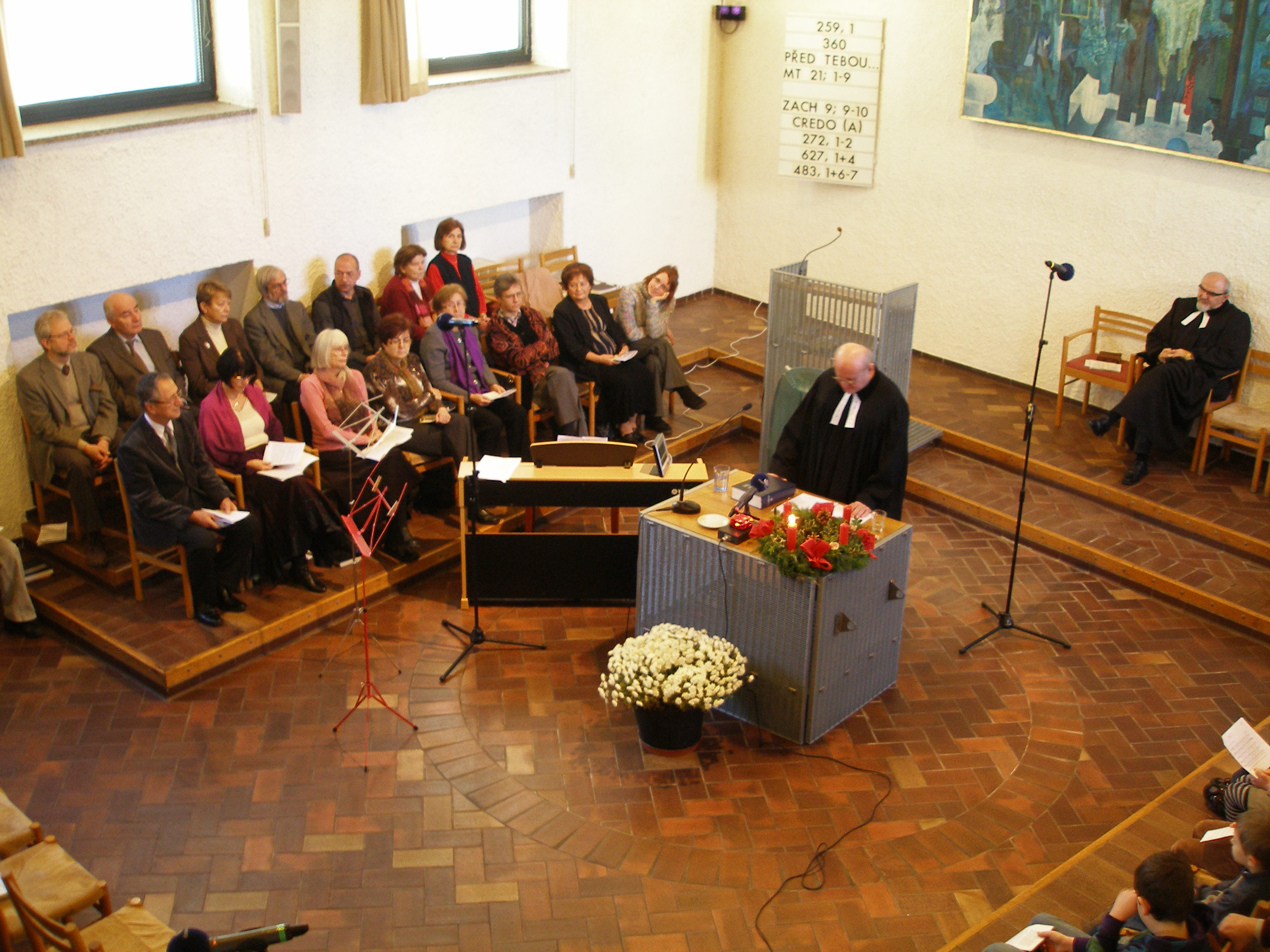
Miloš Rejchrt káže během přímého rozhlasového přenosu bohoslužeb z kostela U Jákobova žebříku

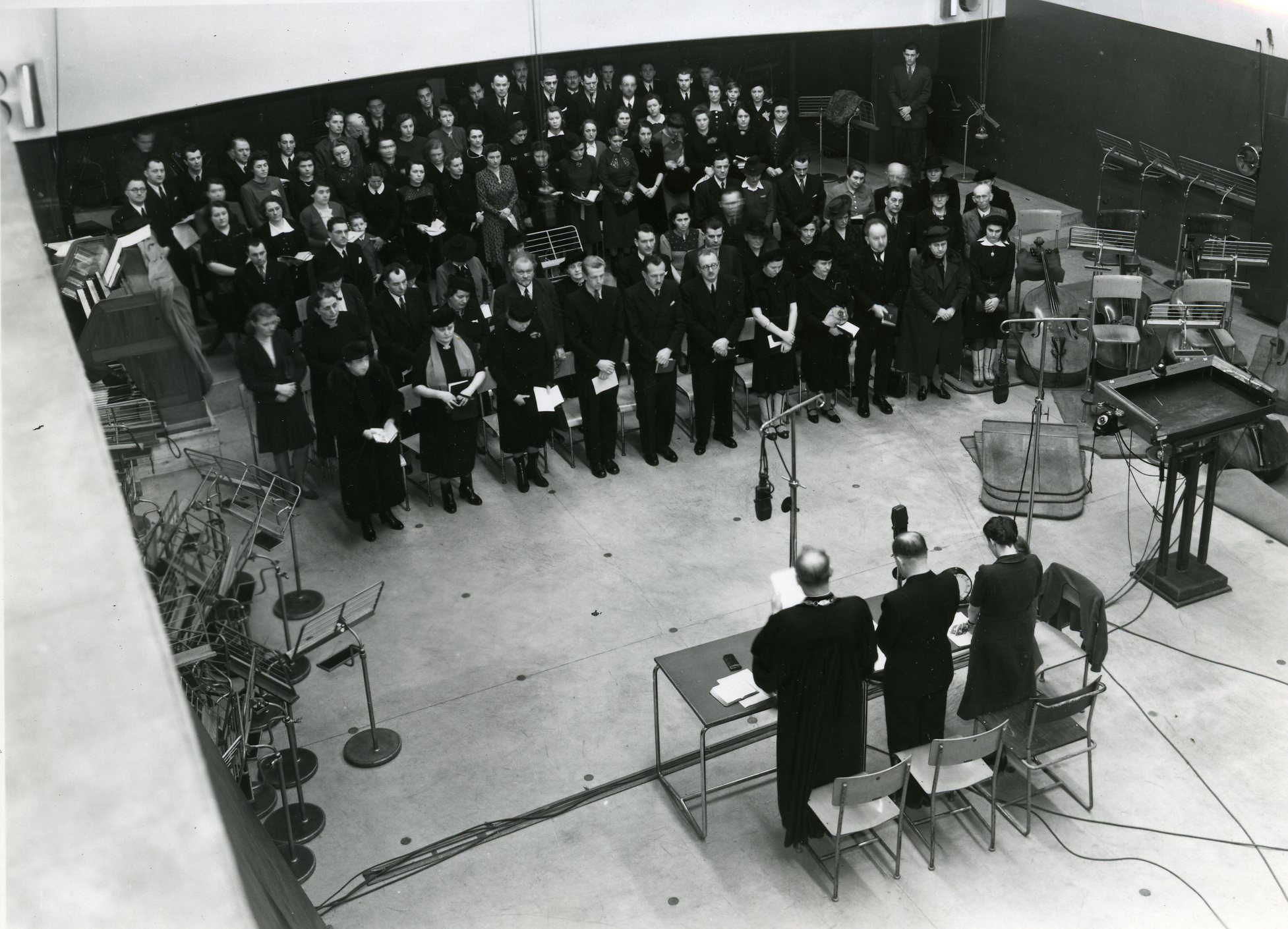
Evangelické rozhlasové bohoslužby, káže synodní senior Josef Křenek, Český rozhlas Praha, neděle 23. února 1941.

Rozhlasový přenos bohoslužeb je služba umožňující se účastnit bohoslužeb těm posluchačům či jejich návštěvníkům, kteří nemohou přijít do kostela (senioři, nemocní, lidé na cestách či ve věznicích nebo ti, kteří jsou pracovně zapojení – například řidiči či lékaři).

## Rozhlasové přenosy v Česku
První rozhlasový přenos bohoslužeb se uskutečnil v roce 1925. První českobratrské evangelické kázání rozhlas vysílal 12. ledna 1930 z Brna, kázal brněnský farář Viktor Hájek, pozdější synodní senior. Kázání předcházela desetiminutová promluva Jindřišky Wurmové o významu Bible kralické. Po sametové revoluci odvysílal první bohoslužby Československý rozhlas dne 4. února 1990 z katedrály svatého Václava v Olomouci. Český rozhlas vysílá bohoslužby přímým přenosem každou neděli a dále také v církevní svátky na stanici Český rozhlas Vltava (do začátku roku 2015 Český rozhlas Dvojka). O nedělích jsou bohoslužby vysílány mezi devátou a desátou hodinou. Během jednoho roku je odvysíláno cca šedesát bohoslužeb. Polovina z nich je vysílána z římskokatolických kostelů a zbytek je rovným dílem rozdělen mezi ostatní církve sdružené v Ekumenické radě církví (z každé církve dvě bohoslužby za rok). Římskokatolické bohoslužby s bohoslužbami jiných církví se přitom ve vysílání pravidelně střídají v dvoutýdenním cyklu.
Vedle Českého rozhlasu jsou bohoslužby vysílány také rozhlasovou stanicí Proglas.

## Technické podmínky pro přenos

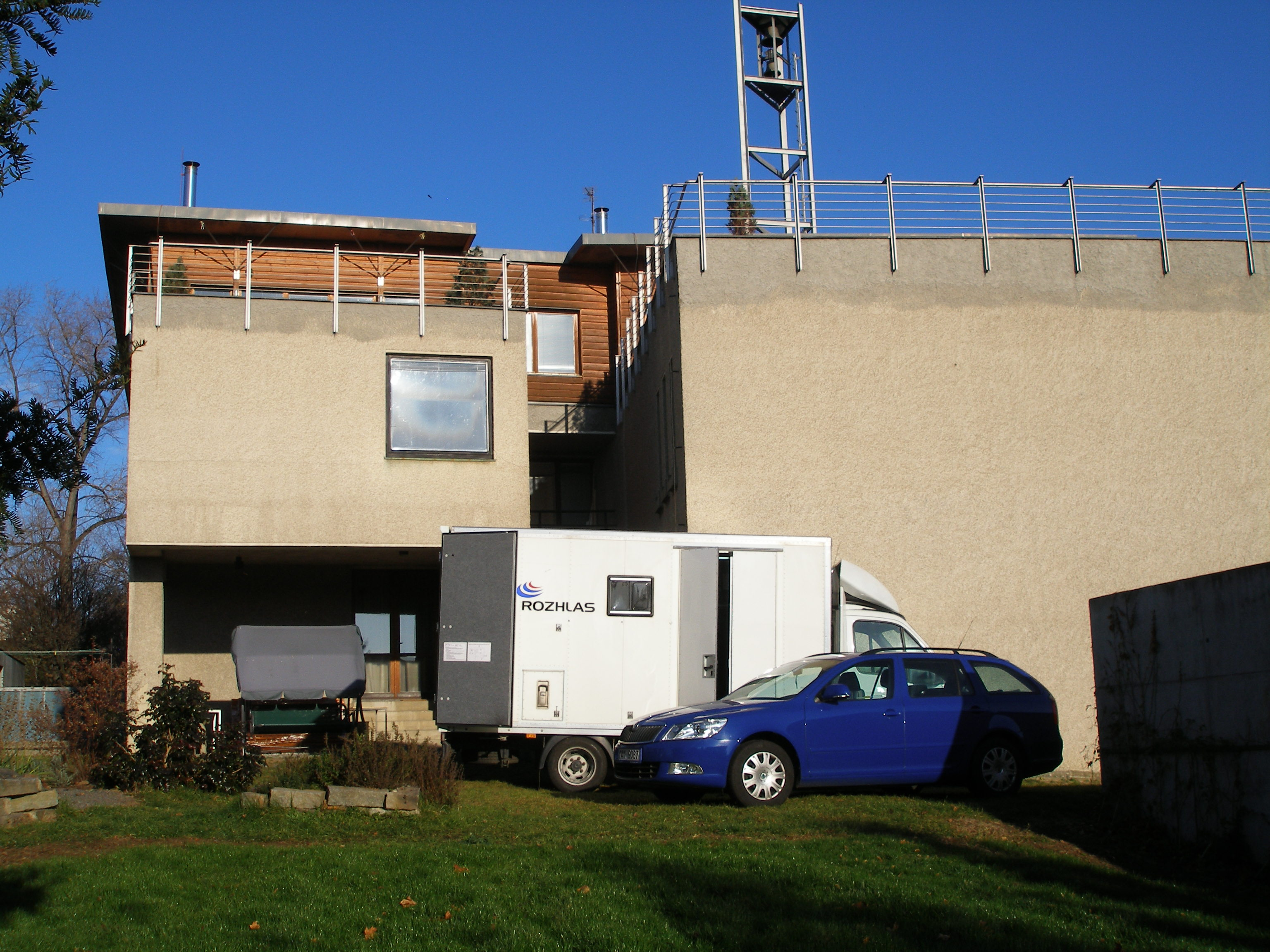
Přenosový vůz Českého rozhlasu během přenášení bohoslužeb

Pro vysílání bohoslužeb je nutné, aby kostel, z něhož mají být bohoslužby vysílány, splňoval několik podmínek:
- dobrá akustika (kostel musí být možné nazvučit)
- možnost zaparkování rozhlasových přenosových vozů
- nesmí v něm být slyšet zvuky z venku (například projíždějící tramvaje)